# Grand Prix Hiszpanii 2017
Grand Prix Hiszpanii 2017 (oficjalnie Formula 1 Gran Premio de España Pirelli 2017) – piąta eliminacja Mistrzostw Świata Formuły 1 w sezonie 2017. Grand Prix odbyło się w dniach 12–14 maja 2017 roku na torze Circuit de Barcelona-Catalunya w Montmeló.

## Lista startowa
Źródło: Wyprzedź Mnie!
| Nr | Kierowca          | Zespół                           | Samochód                      | Silnik                | Opony |
| -- | ----------------- | -------------------------------- | ----------------------------- | --------------------- | ----- |
| 2  | Stoffel Vandoorne | McLaren Honda Formula 1 Team     | McLaren MCL32                 | Honda RA617H 1.6T V6  | P     |
| 3  | Daniel Ricciardo  | Red Bull Racing                  | Red Bull RB13                 | TAG Heuer 1.6T V6     | P     |
| 5  | Sebastian Vettel  | Scuderia Ferrari                 | Ferrari SF70H                 | Ferrari 059/5 1.6T V6 | P     |
| 7  | Kimi Räikkönen    | Scuderia Ferrari                 | Ferrari SF70H                 | Ferrari 062 1.6T V6   | P     |
| 8  | Romain Grosjean   | Haas F1 Team                     | Haas VF-17                    | Ferrari 062 1.6T V6   | P     |
| 9  | Marcus Ericsson   | Sauber F1 Team                   | Sauber C36                    | Ferrari 059/5 1.6T V6 | P     |
| 11 | Sergio Pérez      | Sahara Force India F1 Team       | Force India VJM10             | Mercedes 1.6T V6      | P     |
| 14 | Fernando Alonso   | McLaren Honda Formula 1 Team     | McLaren MCL32                 | Honda RA617H 1.6T V6  | P     |
| 18 | Lance Stroll      | Williams Martini Racing          | Williams FW40                 | Mercedes 1.6T V6      | P     |
| 19 | Felipe Massa      | Williams Martini Racing          | Williams FW40                 | Mercedes 1.6T V6      | P     |
| 20 | Kevin Magnussen   | Haas F1 Team                     | Haas VF-17                    | Ferrari 059/5 1.6T V6 | P     |
| 26 | Daniił Kwiat      | Scuderia Toro Rosso              | Toro Rosso STR12              | Renault 1.6T V6       | P     |
| 27 | Nico Hülkenberg   | Renault Sport Formula One Team   | Renault R.S.17                | Renault 1.6T V6       | P     |
| 30 | Jolyon Palmer     | Renault Sport Formula One Team   | Renault R.S.16                | Renault 1.6T V6       | P     |
| 31 | Esteban Ocon      | Sahara Force India F1 Team       | Force India VJM10             | Mercedes 1.6T V6      | P     |
| 33 | Max Verstappen    | Red Bull Racing                  | Red Bull RB13                 | TAG Heuer 1.6T V6     | P     |
| 44 | Lewis Hamilton    | Mercedes AMG Petronas Motorsport | Mercedes AMG F1 W08 EQ Power+ | Mercedes 1.6T V6      | P     |
| 46 | Siergiej Sirotkin | Renault Sport Formula One Team   | Renault R.S.16                | Renault 1.6T V6       | P     |
| 55 | Carlos Sainz Jr.  | Scuderia Toro Rosso              | Toro Rosso STR12              | Renault 1.6T V6       | P     |
| 77 | Valtteri Bottas   | Mercedes AMG Petronas Motorsport | Mercedes AMG F1 W08 EQ Power+ | Mercedes 1.6T V6      | P     |
| 94 | Pascal Wehrlein   | Sauber F1 Team                   | Sauber C36                    | Ferrari 059/5 1.6T V6 | P     |
| Nr | Kierowca          | Zespół                           | Samochód                      | Silnik                | Opony |

## Wyniki

### Sesje treningowe
Źródło: Wyprzedź Mnie!
| Sesja | Nr | Kierowca       | Konstruktor | Czas     | Okr. |
| ----- | -- | -------------- | ----------- | -------- | ---- |
| 1     | 44 | Lewis Hamilton | Mercedes    | 1:21,521 | 28   |
| 2     | 44 | Lewis Hamilton | Mercedes    | 1:20,802 | 39   |
| 3     | 7  | Kimi Räikkönen | Ferrari     | 1:20,214 | 20   |

### Kwalifikacje
Źródło: Wyprzedź Mnie!
| Poz. | Nr | Kierowca          | Konstruktor          | Q1       | Q2       | Q3       | Poz. s. |
| --- | --- | ----------------- | -------------------- | -------- | -------- | -------- | ------- |
| 1 | 44 | Lewis Hamilton    | Mercedes             | 1:20,511 | 1:20,210 | 1:19,149 | 1       |
| 2 | 5 | Sebastian Vettel  | Ferrari              | 1:20,939 | 1:20,295 | 1:19,200 | 2       |
| 3 | 77 | Valtteri Bottas   | Mercedes             | 1:20,991 | 1:20,300 | 1:19,373 | 3       |
| 4 | 7 | Kimi Räikkönen    | Ferrari              | 1:20,742 | 1:20,621 | 1:19,439 | 4       |
| 5 | 33 | Max Verstappen    | Red Bull–TAG Heuer   | 1:21,430 | 1:20,722 | 1:19,706 | 5       |
| 6 | 3 | Daniel Ricciardo  | Red Bull–TAG Heuer   | 1:21,704 | 1:20,855 | 1:20,175 | 6       |
| 7 | 14 | Fernando Alonso   | McLaren–Honda        | 1:22,015 | 1:21,251 | 1:21,048 | 7       |
| 8 | 11 | Sergio Pérez      | Force India–Mercedes | 1:21,998 | 1:21,239 | 1:21,070 | 8       |
| 9 | 19 | Felipe Massa      | Williams–Mercedes    | 1:22,138 | 1:21,222 | 1:21,232 | 9       |
| 10 | 31 | Esteban Ocon      | Force India–Mercedes | 1:21,901 | 1:21,148 | 1:21,272 | 10      |
| 11 | 20 | Kevin Magnussen   | Haas–Ferrari         | 1:21,945 | 1:21,329 | –        | 11      |
| 12 | 55 | Carlos Sainz Jr.  | Toro Rosso           | 1:21,941 | 1:21,371 | –        | 12      |
| 13 | 27 | Nico Hülkenberg   | Renault              | 1:22,091 | 1:21,397 | –        | 13      |
| 14 | 8 | Romain Grosjean   | Haas–Ferrari         | 1:21,822 | 1:21,517 | –        | 14      |
| 15 | 94 | Pascal Wehrlein   | Sauber–Ferrari       | 1:22,327 | 1:21,803 | –        | 15      |
| 16 | 9 | Marcus Ericsson   | Sauber–Ferrari       | 1:22,332 | –        | –        | 16      |
| 17 | 30 | Jolyon Palmer     | Renault              | 1:22,401 | –        | –        | 17      |
| 18 | 18 | Lance Stroll      | Williams–Mercedes    | 1:22,411 | –        | –        | 18      |
| 19 | 2 | Stoffel Vandoorne | McLaren–Honda        | 1:22,532 | –        | –        | 20      |
| 20 | 26 | Daniił Kwiat      | Toro Rosso           | 1:22,746 | –        | –        | 19      |
| Poz. | Nr | Kierowca          | Konstruktor          | Q1       | Q2       | Q3       | Poz. s. |
| \| Legenda \| Legenda \| \| ------------------------ \| ---------------------------------------------------------------------------------------------------------------------------------------------------------------------------------------------------------------------------------------------------------------- \| \| Poz. Nr Q1 Q2 Q3 Poz. s. \| Pozycja zajęta w sesji kwalifikacyjnej Numer startowy kierowcy Wynik uzyskany w pierwszej części kwalifikacji Wynik uzyskany w drugiej części kwalifikacji Wynik uzyskany w trzeciej części kwalifikacji Pozycja startowa po uwzględnięniu kar, przesunięć, itp. \| | |                   |                      |          |          |          |         |
| Legenda | |                   |                      |          |          |          |         |
| Poz. Nr Q1 Q2 Q3 Poz. s. | Pozycja zajęta w sesji kwalifikacyjnej Numer startowy kierowcy Wynik uzyskany w pierwszej części kwalifikacji Wynik uzyskany w drugiej części kwalifikacji Wynik uzyskany w trzeciej części kwalifikacji Pozycja startowa po uwzględnięniu kar, przesunięć, itp. |                   |                      |          |          |          |         |

### Wyścig
Źródło: Wyprzedź Mnie!
| P                 | + / –     | Nr | Kierowca          | Konstruktor          | Okr. | Czas / Strata | Komentarz              |
| ----------------- | --------- | -- | ----------------- | -------------------- | ---- | ------------- | ---------------------- |
| 1                 | Bez zmian | 44 | Lewis Hamilton    | Mercedes             | 66   | 1:35:56,497   |                        |
| 2                 | Bez zmian | 5  | Sebastian Vettel  | Ferrari              | 66   | +0:03,490     |                        |
| 3                 | 3         | 3  | Daniel Ricciardo  | Red Bull–TAG Heuer   | 66   | +1:15,820     |                        |
| 4                 | 4         | 11 | Sergio Pérez      | Force India–Mercedes | 65   | +1 okr.       |                        |
| 5                 | 5         | 31 | Esteban Ocon      | Force India–Mercedes | 65   | +1 okr.       |                        |
| 6                 | 7         | 27 | Nico Hülkenberg   | Renault              | 65   | +1 okr.       |                        |
| 7                 | 5         | 55 | Carlos Sainz Jr.  | Toro Rosso           | 65   | +1 okr.       |                        |
| 8                 | 7         | 94 | Pascal Wehrlein   | Sauber–Ferrari       | 65   | +1 okr.       |                        |
| 9                 | 11        | 26 | Daniił Kwiat      | Toro Rosso           | 65   | +1 okr.       |                        |
| 10                | 4         | 8  | Romain Grosjean   | Haas–Ferrari         | 65   | +1 okr.       |                        |
| 11                | 5         | 9  | Marcus Ericsson   | Sauber–Ferrari       | 64   | +2 okr.       |                        |
| 12                | 5         | 14 | Fernando Alonso   | McLaren–Honda        | 64   | +2 okr.       |                        |
| 13                | 4         | 19 | Felipe Massa      | Williams–Mercedes    | 64   | +2 okr.       |                        |
| 14                | 3         | 20 | Kevin Magnussen   | Haas–Ferrari         | 64   | +2 okr.       |                        |
| 15                | 2         | 30 | Jolyon Palmer     | Renault              | 64   | +2 okr.       |                        |
| 16                | 2         | 18 | Lance Stroll      | Williams–Mercedes    | 64   | +2 okr.       |                        |
| Niesklasyfikowani |           |    |                   |                      |      |               |                        |
|                   |           | 77 | Valtteri Bottas   | Mercedes             | 38   | +28 okr.      | jednostka napędowa     |
|                   |           | 2  | Stoffel Vandoorne | McLaren–Honda        | 32   | +34 okr.      | kolizja z Massą        |
|                   |           | 33 | Max Verstappen    | Red Bull–TAG Heuer   | 1    | +65 okr.      | kolizja z Räikkönenem  |
|                   |           | 7  | Kimi Räikkönen    | Ferrari              | 0    | +66 okr.      | kolizja z Verstappenem |
| P                 | + / –     | Nr | Kierowca          | Konstruktor          | Okr. | Czas / Strata | Komentarz              |

### Najszybsze okrążenie
Źródło: Wyprzedź Mnie!
| Nr | Kierowca       | Konstruktor | Czas     | Okr. |
| -- | -------------- | ----------- | -------- | ---- |
| 44 | Lewis Hamilton | Mercedes    | 1:23,593 | 64   |

## Prowadzenie w wyścigu
Źródło: Racing–Reference.info
| Nr                              | Kierowca         | Okrążenia       | Suma |
| ------------------------------- | ---------------- | --------------- | ---- |
| 5                               | Sebastian Vettel | 1-13, 24-43     | 32   |
| 44                              | Lewis Hamilton   | 1, 13-21, 43-66 | 31   |
| 77                              | Valtteri Bottas  | 21-24           | 3    |
| \| Wykres \| \| ------ \| \| \| |                  |                 |      |
| Wykres                          |                  |                 |      |
|                                 |                  |                 |      |

## Klasyfikacja po zakończeniu wyścigu

### Kierowcy
| P  | +/− | Kierowca           | Starty | Punkty | P1 | P2 | P3 | PP | NO | NS |
| -- | --- | ------------------ | ------ | ------ | -- | -- | -- | -- | -- | -- |
| 1  | 0   | Sebastian Vettel   | 5      | 104    | 2  | 3  | –  | 1  | –  | –  |
| 2  | 0   | Lewis Hamilton     | 5      | 98     | 2  | 2  | –  | 3  | 3  | –  |
| 3  | 0   | Valtteri Bottas    | 5      | 63     | 1  | –  | 2  | 1  | –  | 1  |
| 4  | 0   | Kimi Räikkönen     | 5      | 49     | –  | –  | 1  | –  | 2  | 1  |
| 5  | +1  | Daniel Ricciardo   | 5      | 37     | –  | –  | 1  | –  | –  | 2  |
| 6  | −1  | Max Verstappen     | 5      | 35     | –  | –  | 1  | –  | –  | 2  |
| 7  | 0   | Sergio Pérez       | 5      | 34     | –  | –  | –  | –  | –  | –  |
| 8  | +2  | Esteban Ocon       | 5      | 19     | –  | –  | –  | –  | –  | –  |
| 9  | −1  | Felipe Massa       | 5      | 18     | –  | –  | –  | –  | –  | –  |
| 10 | −1  | Carlos Sainz Jr.   | 5      | 17     | –  | –  | –  | –  | –  | 1  |
| 11 | 0   | Nico Hülkenberg    | 5      | 14     | –  | –  | –  | –  | –  | –  |
| 12 | 0   | Romain Grosjean    | 5      | 5      | –  | –  | –  | –  | –  | 2  |
| 13 | +2  | Pascal Wehrlein    | 3      | 4      | –  | –  | –  | –  | –  | –  |
| 14 | −1  | Kevin Magnussen    | 5      | 4      | –  | –  | –  | –  | –  | 2  |
| 15 | −1  | Daniił Kwiat       | 5      | 4      | –  | –  | –  | –  | –  | 1  |
| 16 | +5  | Marcus Ericsson    | 5      | 0      | –  | –  | –  | –  | –  | 2  |
| 17 | −1  | Lance Stroll       | 5      | 0      | –  | –  | –  | –  | –  | 3  |
| 18 | +2  | Fernando Alonso    | 4      | 0      | –  | –  | –  | –  | –  | 2  |
| 19 | −2  | Antonio Giovinazzi | 2      | 0      | –  | –  | –  | –  | –  | 1  |
| 20 | −2  | Jolyon Palmer      | 5      | 0      | –  | –  | –  | –  | –  | 2  |
| 21 | −2  | Stoffel Vandoorne  | 4      | 0      | –  | –  | –  | –  | –  | 2  |
| P  | +/− | Kierowca           | Starty | Punkty | P1 | P2 | P3 | PP | NO | NS |

### Konstruktorzy
| P  | +/− | Konstruktor               | Starty | Punkty | P1 | P2 | P3 | PP | NO | NS |
| -- | --- | ------------------------- | ------ | ------ | -- | -- | -- | -- | -- | -- |
| 1  | 0   | Mercedes                  | 10     | 161    | 3  | 2  | 2  | 4  | 3  | 1  |
| 2  | 0   | Ferrari                   | 10     | 153    | 2  | 3  | 1  | 1  | 2  | 1  |
| 3  | 0   | Red Bull Racing TAG Heuer | 10     | 72     | –  | –  | 2  | –  | –  | 4  |
| 4  | 0   | Force India Mercedes      | 10     | 53     | –  | –  | –  | –  | –  | –  |
| 5  | +1  | Toro Rosso                | 10     | 21     | –  | –  | –  | –  | –  | 2  |
| 6  | −1  | Williams Mercedes         | 10     | 18     | –  | –  | –  | –  | –  | 3  |
| 7  | +1  | Renault                   | 10     | 14     | –  | –  | –  | –  | –  | 2  |
| 8  | −1  | Haas Ferrari              | 10     | 9      | –  | –  | –  | –  | –  | 4  |
| 9  | 0   | Sauber Ferrari            | 10     | 4      | –  | –  | –  | –  | –  | 3  |
| 10 | 0   | McLaren Honda             | 8      | 0      | –  | –  | –  | –  | –  | 4  |
| P  | +/− | Kierowca                  | Starty | Punkty | P1 | P2 | P3 | PP | NO | NS |